# Imantocera vicina
Imantocera vicina är en skalbaggsart som beskrevs av Charles Joseph Gahan 1894. Imantocera vicina ingår i släktet Imantocera och familjen långhorningar. Inga underarter finns listade i Catalogue of Life.